# Euxena albiguttata
Euxena albiguttata är en fjärilsart som beskrevs av W. Warren 1894. Euxena albiguttata ingår i släktet Euxena och familjen mätare. Inga underarter finns listade i Catalogue of Life.